# Sebadelhe
Sebadelhe es una freguesia portuguesa del municipio de Vila Nova de Foz Côa, con 7,80 km² de superficie y 317 habitantes (2001). Su densidad de población es de 40,6 hab/km².